# Озерки (Самовецкий сельсовет)
Озерки — упразднённая деревня в Петровском районе Тамбовской области России. На момент упразднения входила в состав Самовецкого сельсовета. Исключена из учётных данных в 2003 году.

## География
Деревня находится в западной части Тамбовской области, в лесостепной зоне, в пределах Окско-Донской низменной равнины, на расстоянии примерно 12 километров (по прямой) к северо-западу от села Петровского, административного центра района.

### Климат
Климат умеренно континентальный, относительно сухой, с холодной продолжительной зимой и тёплым летом. Средняя температура воздуха самого холодного месяца (января) — −11,5 — −10,5 °C (абсолютный минимум — −39 °C); самого тёплого месяца (июля) — 19,5 — 20,5 °C (абсолютный максимум — 40 °С). Период с положительной температурой выше 10 °C длится 141—154 дня. Среднегодовое количество атмосферных осадков варьирует в пределах от 400 до 650 мм. Продолжительность залегания снежного покрова составляет в среднем 135 дней.

## История
Постановлением Думы Тамбовской области от 26 февраля 2003 года № 404 деревня Озерки исключена из учётных данных.

## Население
Согласно результатам переписи 2002 года, в деревне отсутствовало постоянное население